# Bermeo Futbol Taldea
Il Bermeo Futbol Taldea è una società calcistica con sede a Bermeo, nei Paesi Baschi, in Spagna. 
Gioca nella Tercera División, la quarta serie del campionato spagnolo.
Fondato nel 1930, gioca le partite interne nello stadio Itxas Gane, con capienza di 3000 posti.

## Tornei nazionali
- 1ª División: 0 stagioni
- 2ª División: 0 stagioni
- 2ª División B: 7 stagioni
- 3ª División: 10 stagioni

## Palmarès

### Altri piazzamenti
- Segunda División B:

Secondo posto: 1998-1999 (gruppo II)